# Fjärd
Un fjard (in svedese Fjärd) è un ampio specchio d'acqua tra gruppi di isole (o terraferma) in arcipelaghi. I fjard possono trovarsi lungo le coste marine, in laghi di acqua dolce, o fiumi. Fjard e fiordi erano in origine due termini sinonimi, con un significato generico di "via d'acqua navigabile". In Scandinavia, i fiordi sono prevalenti lungo le coste del Mare del Nord mentre i fjard prevalgono nelle coste del Mar Baltico.

## Fjard vs. fjord vs. förden vs. rias
Sebbene fjard e fjord siano simili in ciò che sono, cioè una topografia di erosione glaciale, essi differiscono in alcuni aspetti-chiave:
- I fiordi sono caratterizzati da rilievi alti e ripidi scavati dall'attività glaciale e spesso hanno spaccature o diramazioni di canali.
- I fjard sono una depressione o valle glaciale che ha rilievi molto più bassi che i fiordi. I fiard riempiono con materiali di erosione locali che contribuiscono al riempimento lungo il livello di salita del mare da quando l'ultima era glaciale ha contribuito parimenti. Altre forme di terreno con bassi rilievi che sono solo associate con i fjard come le pianure di fango, marcite saline e pianure alluvionali[1] caratterizzano ulteriormente le differenze tra fiordi e fjard.
- I "Förden" della costa germanica e i fiordi dello Jutland danese orientali insieme formano un terzo tipo di bracci di mare glaciali. Essi tendono a verificarsi lungo vecchi canali di fiumi "decapitati" e si aprono nel Mar Baltico.
- Le Ria sono valli sommerse, come gli estuari del Tamigi, del Severn e dello Humber, firth di Tay e Forth.

## Esempi

### Danimarca
- Hjortsholm sulla costa danese

### Repubblica d'Irlanda
- Killary Harbour sulla costa occidentale dell'Irlanda

### Svezia
- Kanholmsfjärden nell'arcipelago di Stoccolma in Svezia

### Regno Unito

#### Scozia
- Cree, Kirkcudbrighshrie e Wigtownshire[2]
- Firth of Clyde, Dunbartonshire[2]
- Rough Firth, Kirkcudbrightshire[2]
- Water of Fleet, Kirkcudbrightshire[2]

#### Galles
- Estuario dell'Alaw, Anglesey[2]
- Porto di Pwllheli, Caernarfonshire[2]

### Stati Uniti
- Somes Sound nel Parco nazionale di Acadia, Maine.[3][4][5][6]